# Matt Orr
Matthew Elliot Orr Wing Kai (chiń. 安永佳; ur. 1 stycznia 1997 w Hongkongu) – hongkoński piłkarz nowozelandzkiego pochodzenia grający na pozycji napastnika lub skrzydłowego w drugoligowym chińskim klubie Guangxi Pingguo Haliao oraz reprezentacji Hongkongu.

## Kariera
Matt Orr urodził się jako syn Nowozelandczyka i Chinki. W 2007 roku trafił do akademii hongkośkiego Kitchee SC. W 2013 wyjechał do Stanów Zjednoczonych. Tam grał w kilku zespołach akademickich, m.in. w San Francisco Dons czy Syracuse Orange. W 2020 roku podpisał kontrakt z Kitchee SC. Z klubem dwukrotnie wygrał Hong Kong Premier League. W 2022 został piłkarzem Guangxi Pingguo Haliao.
W reprezentacji Hongkongu zadebiutował 3 czerwca 2021 przeciwko Iranowi. W tym samym meczu zdobył pierwszą bramkę dla kadry.